# Джемень
Джемень, Джемені (рум. Gemeni) — село у повіті Мехедінць в Румунії. Входить до складу комуни Дирварі.
Село розташоване на відстані 241 км на захід від Бухареста, 61 км на південний схід від Дробета-Турну-Северина, 60 км на захід від Крайови.

## Населення
За даними перепису населення 2002 року у селі проживали 1357 осіб.
Національний склад населення села:
| Національність | Кількість осіб | Відсоток |
| -------------- | -------------- | -------- |
| румуни         | 1218           | 89,8%    |
| цигани         | 139            | 10,2%    |

Рідною мовою назвали:
| Мова      | Кількість осіб | Відсоток |
| --------- | -------------- | -------- |
| румунська | 1333           | 98,2%    |
| циганська | 24             | 1,8%     |